# Chiesa di San Gaetano (Monaco di Baviera)
La chiesa di San Gaetano (in tedesco: St. Kajetan, più conosciuta col nome di Theatinerkirche) è una chiesa situata nel centro storico di Monaco di Baviera, in Odeonsplatz.

## Storia e descrizione

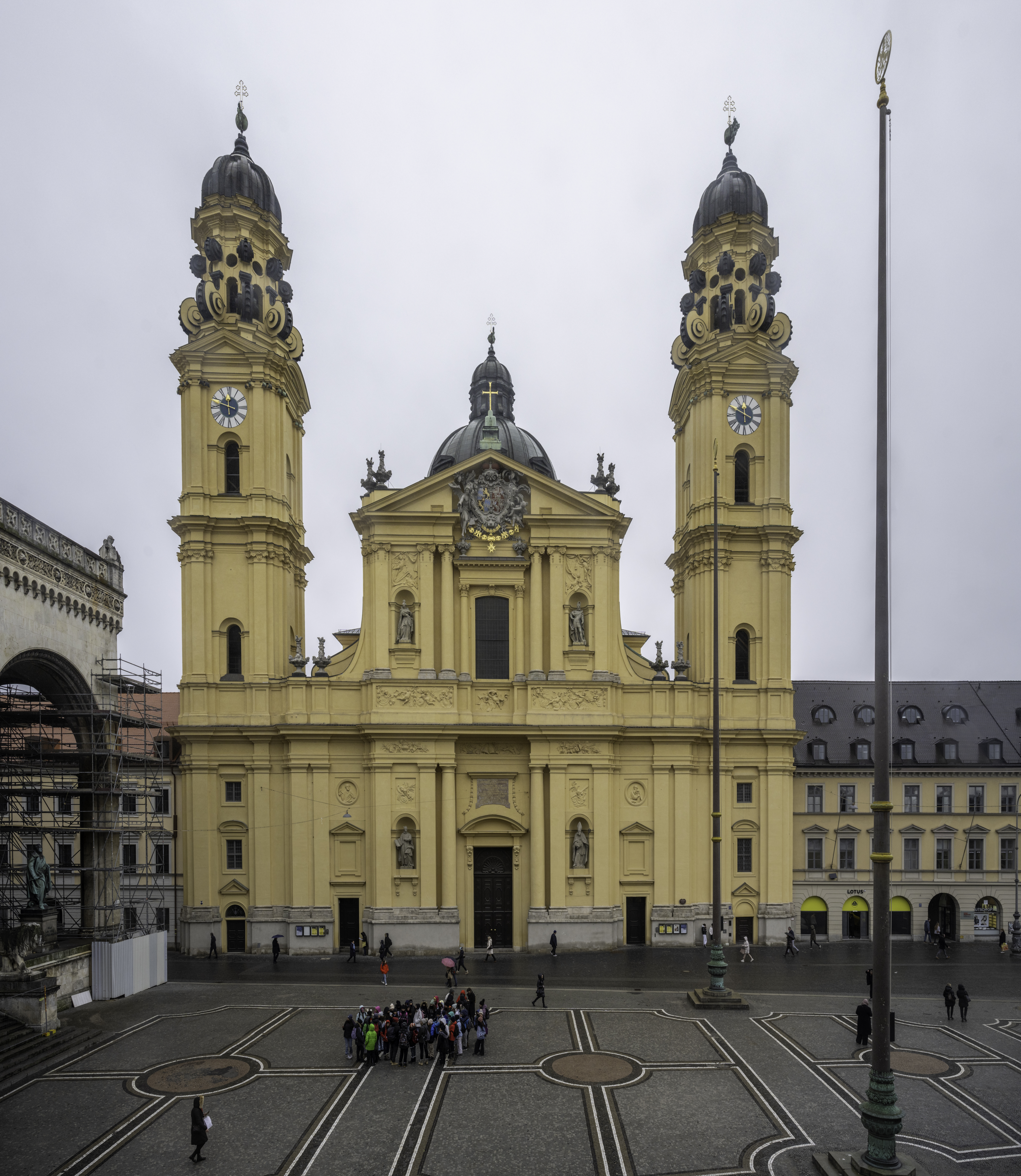
La facciata della chiesa.

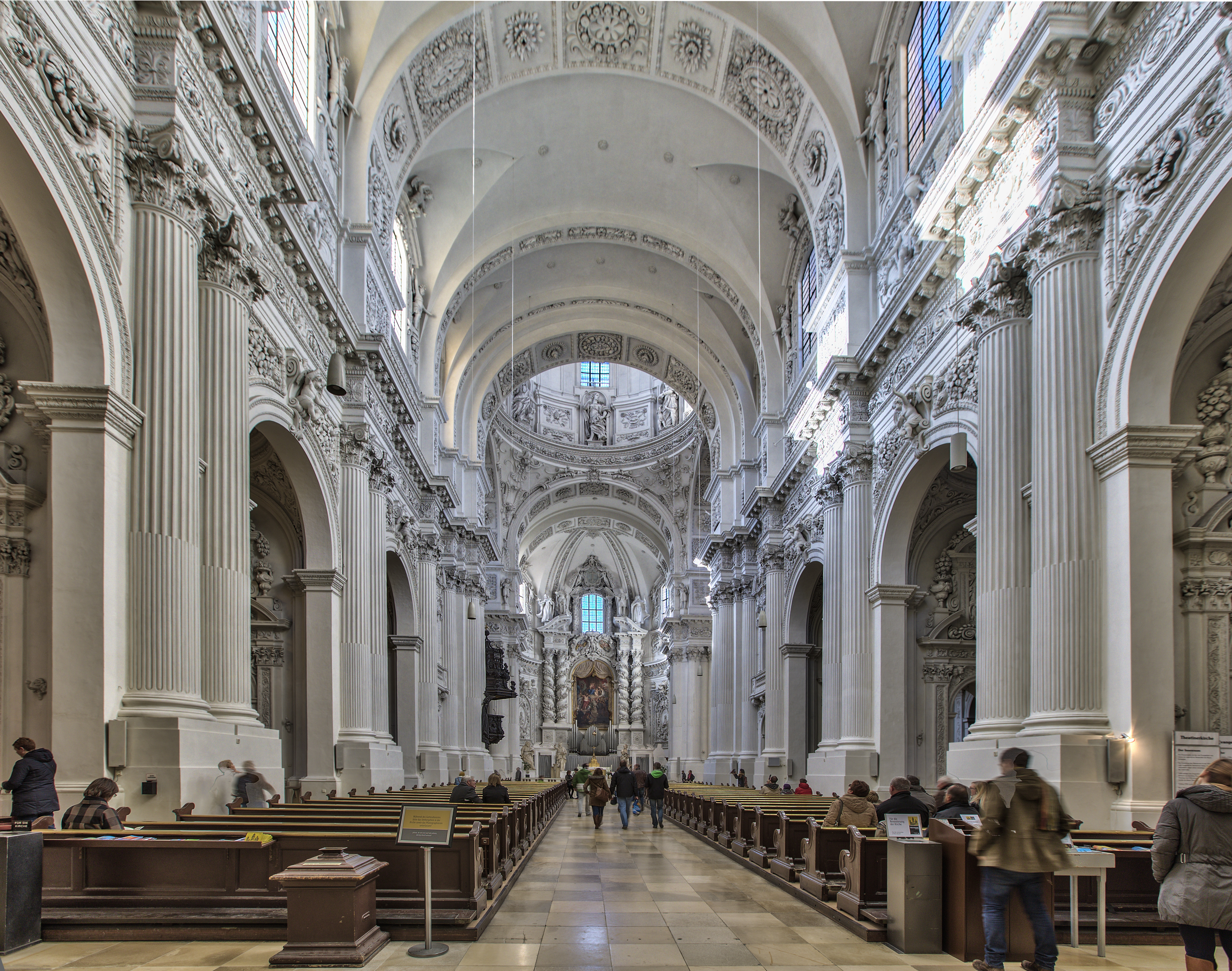
L'interno.

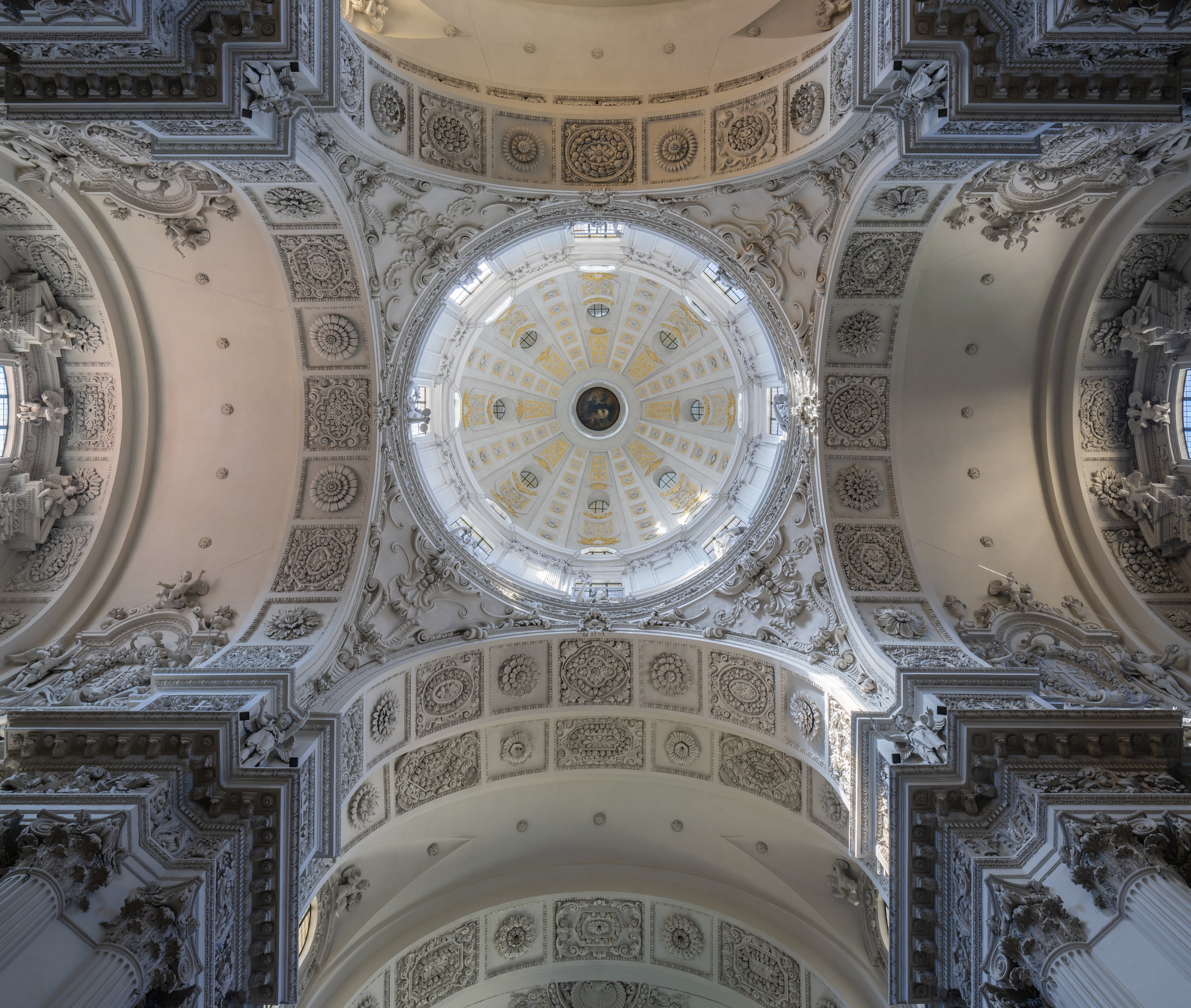
La cupola.

La chiesa e il convento dell'Ordine dei Teatini vennero costruiti per volere del principe elettore Ferdinando e della moglie Enrichetta Adelaide di Savoia, per festeggiare la nascita del loro figlio.
I lavori per la costruzione iniziarono il 29 aprile del 1663 su progetto del bolognese Agostino Barelli che si era ispirato alla chiesa di Sant'Andrea della Valle a Roma; capo dei lavori era il padre teatino padovano Antonio Spinelli. La basilica si presenta con pianta a croce latina divisa in tre navate e coperte da volte a botte, transetto con cupola centrale e profonde cappelle laterali. Il piedicroce venne terminato nel 1672 e il comasco Giovanni Niccolò Perti iniziò la decorazione a stucchi bianchi con l'aiuto di Giovanni Antonio Viscardi e Abraham Leuthner.
Nel 1674 si inizia la costruzione della cupola, ma in seguito a una disputa fra Barelli e Spinelli, quest'ultimo venne rimpiazzato nel 1675 Enrico Zuccalli, che fece dei nuovi disegni per la struttura e la portò a termine fra il 1676 e il 1678. Nel 1679 costruì la Cappella dei Principi-elettori e nel 1690 terminò l'edificio aggiungendo alla facciata i campanili, alti 70 metri, originariamente non previsti. Le caratteristiche volute, ispirate alla Basilica di Santa Maria della Salute a Venezia erano un'idea di Spinelli.
Dopo circa cento anni dall'inizio dei lavori l'architetto di corte François de Cuvilliés il Vecchio venne chiamato da Massimiliano III di Baviera per metter mano alla facciata. Fra il 1765 e il 1768, con l'aiuto di suo figlio, realizzò la facciata odierna tardobarocca, movimentata da colonne, cornici e volute. Nelle quattro nicchie sono le statue di San Gaetano, di San Ferdinando di Santa Adelaide e di San Massimiliano.

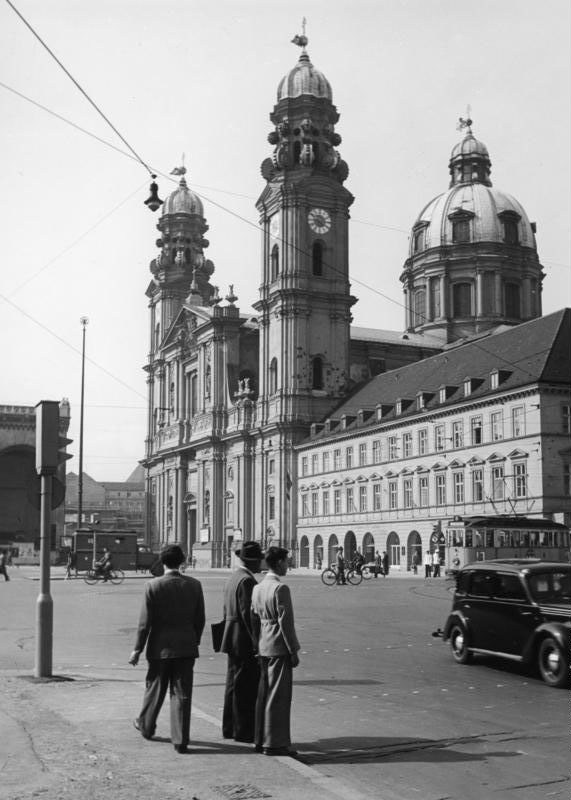
La chiesa nel 1953

Durante la seconda guerra mondiale la chiesa fu bombardata a quattro riprese dagli alleati subendo danni notevoli. Il suo restauro fu assai rapido, tanto che la chiesa venne riaperta al culto il 21 agosto del 1955.

## Regnanti sepolti nella cripta
La cripta custodisce le tombe di duchi e re di Baviera, appartenenti alla casata dei Wittelsbach:
- Enrichetta Adelaide di Savoia
- Ferdinando Maria di Baviera
- Ottone I di Grecia
- Amalia di Oldenburg
- Massimiliano II Emanuele di Baviera
- Teresa Cunegonda di Polonia
- Carlo VII di Baviera
- Maria Amalia d'Asburgo
- Maria Anna Sofia di Sassonia
- Carlo Teodoro di Baviera
- Massimiliano I Giuseppe di Baviera
- Luitpold di Baviera
- Augusta Ferdinanda d'Asburgo-Toscana
- Rupprecht di Baviera
- Maria Gabriella in Baviera